# كارل غيرشمان
كارل غيرشمان  هو موظف مدني أمريكي شغل منصب رئيس الوقف الوطني للديمقراطية منذ تأسيسه عام 1984.عمل غيرشمان سابقًا كسفير للولايات المتحدة لدى مجلس حقوق الإنسان التابع للأمم المتحدة خلال الفترة الأولى من إدارة ريغان .كان غيرشمان المدير التنفيذي للاشتراكيين الديمقراطيين في الولايات المتحدة الأمريكية من 1975 إلى 1980 ، بعد أن كان ضابطًا في الشاب الاشتراكي الشعبي الدوري. من عام 1965 إلى عام 1967 ، خدم في بيتسبرغ ، بنسلفانيا مع متطوعين في الخدمة لأمريكا.  وهو حاليا زميل أول في مركز راؤول والنبرغ لحقوق الإنسان .